# 孔祥淑
孔祥淑（?—?），字齐贤，曲阜人。

## 生平
孔子第75代孙。早年随其父宦游蜀、黔。喜涉猎经世之书。后嫁給浙江巡抚刘树堂。有《韵香阁诗草》。